# Lorenzo Ferro
Lorenzo "Toto" Ferro (Buenos Aires, 9 de noviembre de 1998), también conocido artísticamente como Kiddo Toto, es un actor, cantante, compositor y director de cine argentino. Saltó a la fama por su rol protagónico en la película El Ángel (2018), donde interpretó al criminal Carlos Robledo Puch.

## Biografía
Lorenzo Ferro nació el 9 de noviembre de 1998 en Buenos Aires. Es hijo del actor Rafael Ferro y la vestuarista Cecilia Allassia, desde muy chico vivió de cerca la profesión de su padre. Participó en batallas de rap improvisadas con sus amigos bajo el nombre de «Toto». Estudió actuación teatral con Alejandro Catalán.

## Trayectoria artística
En 2018, Ferro encarnó al asesino en serie argentino Carlos Eduardo Robledo Puch en la película El Ángel, dirigida por Luis Ortega. Ese mismo año ganó en México el reconocido premio Fénix a lo mejor del cine iberoamericano, en el cual brindaría un mensaje contra las políticas de Donald Trump y Mauricio Macri, tras ello recibiría amenaza anónimas y un ataque del diario oficialista Clarín.
En 2019, interpretó a Cristian Pardo en la tercera temporada de El Marginal, un interno recién llegado, hijo de un importante empresario el cual a los Borges se les encomienda proteger.Ese año recibeel Premio Cóndor de Plata a la revelación masculina. 
En ese año incursionó como cantante participando en las reconocidas sesiones del productor Bizarrap, siendo parte de la sesión número once titulada «Kiddo Toto: Bzrp Music Sessions, Vol. 11». En 2020 lanzó «Jordan» junto a Lucho SSJ y «Scoco» con Louta y Bhavi.
En 2021 fue parte de Narcos: México con el personaje de Alejandro "Alex" Hodoyan y Mansión Helada encarnando en Nazareno Cruz, en 2022 participó de Fanático interpretando a Lázaro / Salva Quimera.
En 2024 participó en Simón de la montaña dirigida por Federico Luis Tachella, esto le valió un reconocimiento en el Festival de Cannes.

## Filmografía
Cine
| Año  | Título               | Rol                 | Director               | Notas        |
| ---- | -------------------- | ------------------- | ---------------------- | ------------ |
| 2018 | El Ángel             | Carlos Robledo Puch | Luis Ortega            | Protagonista |
| 2024 | Guerrero sin batalla | Él mismo            | Rafael Ferro           | Documental   |
| 2024 | Simón de la montaña  | Simón               | Federico Luis Tachella | Protagonista |

Cortometrajes
| Año  | Título                | Rol           | Director                      | Notas                  |
| ---- | --------------------- | ------------- | ----------------------------- | ---------------------- |
| 2021 | Mansión helada        | Nazareno Cruz | Federico Luis Tachella        | Protagonista           |
| 2024 | Cómo ser Pehuén Pedre | Lorenzo       | Federico Luis Tachella        | Protagonista           |
| 2024 | La pasión             | —             | Lorenzo Ferro y Lucas Vignale | También como guionista |

Televisión
| Año  | Título         | Rol                      | Canal      | Notas                           |
| ---- | -------------- | ------------------------ | ---------- | ------------------------------- |
| 2019 | El marginal    | Cristian «Moco» Pardo    | TV Pública | Reparto principal (temporada 3) |
| 2021 | Narcos: México | Alejandro «Alex» Hodoyan | Netflix    | Reparto principal (temporada 3) |
| 2022 | Fanático       | Lázaro / Salva Quimera   | Netflix    | Protagonista                    |

## Discografía

### Álbumes de estudio
| Título         | Detalles                                                                                             |
| -------------- | --- |
| Re$friado      | - Lanzamiento: 15 de marzo de 2019 - Discográfica: TDA - Formatos: descarga digital y streaming      |
| MANSIÓN HELADA | - Lanzamiento: 2 de diciembre de 2021 - Discográfica: BUENA - Formatos: descarga digital y streaming |

### Sencillos
Como artista principal
| Año  | Título                                                    | Posicionamiento en listas | Álbum              |
| Año  | Título                                                    | ARG                       | Álbum              |
| ---- | --------------------------------------------------------- | ------------------------- | ------------------ |
| 2018 | «Choqué el auto e papá»                                   | —                         | Re$friado          |
| 2019 | «Pary 10» (con Gandu)                                     | —                         | Re$friado          |
| 2019 | «Kiddo Toto: Bzrp Music Sessions, Vol. 11» (con Bizarrap) | —                         | Sencillo sin álbum |
| 2019 | «Two 1 Two» (con Cieloazul)                               | 72                        | Sencillo sin álbum |
| 2020 | «Scoco» (con Louta y Bhavi)                               | —                         | Sencillo sin álbum |
| 2020 | «Jordan» (con Lucho SSJ)                                  | —                         | Sencillo sin álbum |
| 2020 | «Waxxa» (con Oniria, Big Soto y Jesse Baez)               | —                         | Sencillo sin álbum |
| 2020 | «Caen» (con Cieloazul)                                    | —                         | Sencillo sin álbum |
| 2021 | «Penas idiotas»                                           |                           | Sencillo sin álbum |

Como artista invitado
| Año  | Título                                   | Álbum              |
| ---- | ---------------------------------------- | ------------------ |
| 2020 | «Jaguar» (de Cieloazul con Kiddo Toto)   | Sencillo sin álbum |
| 2020 | «Mucho» (de Malena Villa con Kiddo Toto) | Sencillo sin álbum |

### Apariciones especiales
| Año  | Título                             | Álbum  |
| ---- | ---------------------------------- | ------ |
| 2020 | «Tiempo» (de Gandu con Kiddo Toto) | Tiempo |

### Videos musicales
Como artista principal
| Año  | Canción                 | Director(es)                                | Ref.   |
| ---- | ----------------------- | ------------------------------------------- | ------ |
| 2018 | «Choqué el auto e papá» | Gabriel Bosisio                             | [ 12 ] |
| 2019 | «Two 1 Two»             | Gabriel Bosisio                             | [ 13 ] |
| 2020 | «Jordan»                | Gabriel Bosisio                             | [ 14 ] |
| 2020 | «Waxxa»                 | Lautaro Furiolo                             | [ 15 ] |
| 2020 | «Caen»                  | Lorenzo Ferro Lucas Vignale                 | [ 16 ] |
| 2021 | «Penas idiotas»         | Lorenzo Ferro Anna Tormenta Esteban Perroud | [ 17 ] |

Como artista invitado
| Año  | Canción                                 | Director(es)                | Ref.   |
| ---- | --------------------------------------- | --------------------------- | ------ |
| 2020 | «Jaguar» (de Cieloazul con Kiddo Toto   | Lucas Vignale Lorenzo Ferro | [ 18 ] |
| 2020 | «Mucho» (de Malena Villa con Kiddo Toto | Gabriel Bosisio             | [ 19 ] |

## Premios y nominaciones
| Lista de premios y nominaciones | Lista de premios y nominaciones                                    | Lista de premios y nominaciones    | Lista de premios y nominaciones | Lista de premios y nominaciones | Lista de premios y nominaciones | Lista de premios y nominaciones |
| Año                             | Organización                                                       | Categoría                          | Trabajo                         | Resultado                       | Ref.                            |                                 |
| ------------------------------- | ------------------------------------------------------------------ | ---------------------------------- | ------------------------------- | ------------------------------- | ------------------------------- | ------------------------------- |
| 2018                            | Premio Iberoamericano de Cine Fénix                                | Mejor actuación masculina          | El Ángel                        | Ganador                         | [ 20 ]                          |                                 |
| 2018                            | Festival Internacional del Nuevo Cine Latinoamericano de La Habana | Mejor actor                        | El Ángel                        | Ganador                         | [ 21 ]                          |                                 |
| 2018                            | New Mexico Film Critics                                            | Mejor actor joven                  | El Ángel                        | Nominado                        | [ 22 ]                          |                                 |
| 2019                            | Premios Platino                                                    | Mejor interpretación masculina     | El Ángel                        | Nominado                        | [ 23 ]                          |                                 |
| 2019                            | Premios Cóndor de Plata                                            | Revelación masculina               | El Ángel                        | Ganador                         | [ 24 ]                          |                                 |
| 2019                            | Festival Internacional de Cine de Seattle                          | Mejor actor                        | El Ángel                        | Nominado                        | [ 25 ]                          |                                 |
| 2019                            | Premios Sur                                                        | Mejor actor revelación             | El Ángel                        | Ganador                         | [ 26 ]                          |                                 |
| 2019                            | Premios Notirey                                                    | Revelación masculina en televisión | El marginal                     | Nominado                        | [ 27 ]                          |                                 |
| 2019                            | Produ Awards                                                       | Actor revelación                   | El marginal                     | Ganador                         | [ 28 ]                          |                                 |